# Koninklijke stallingen

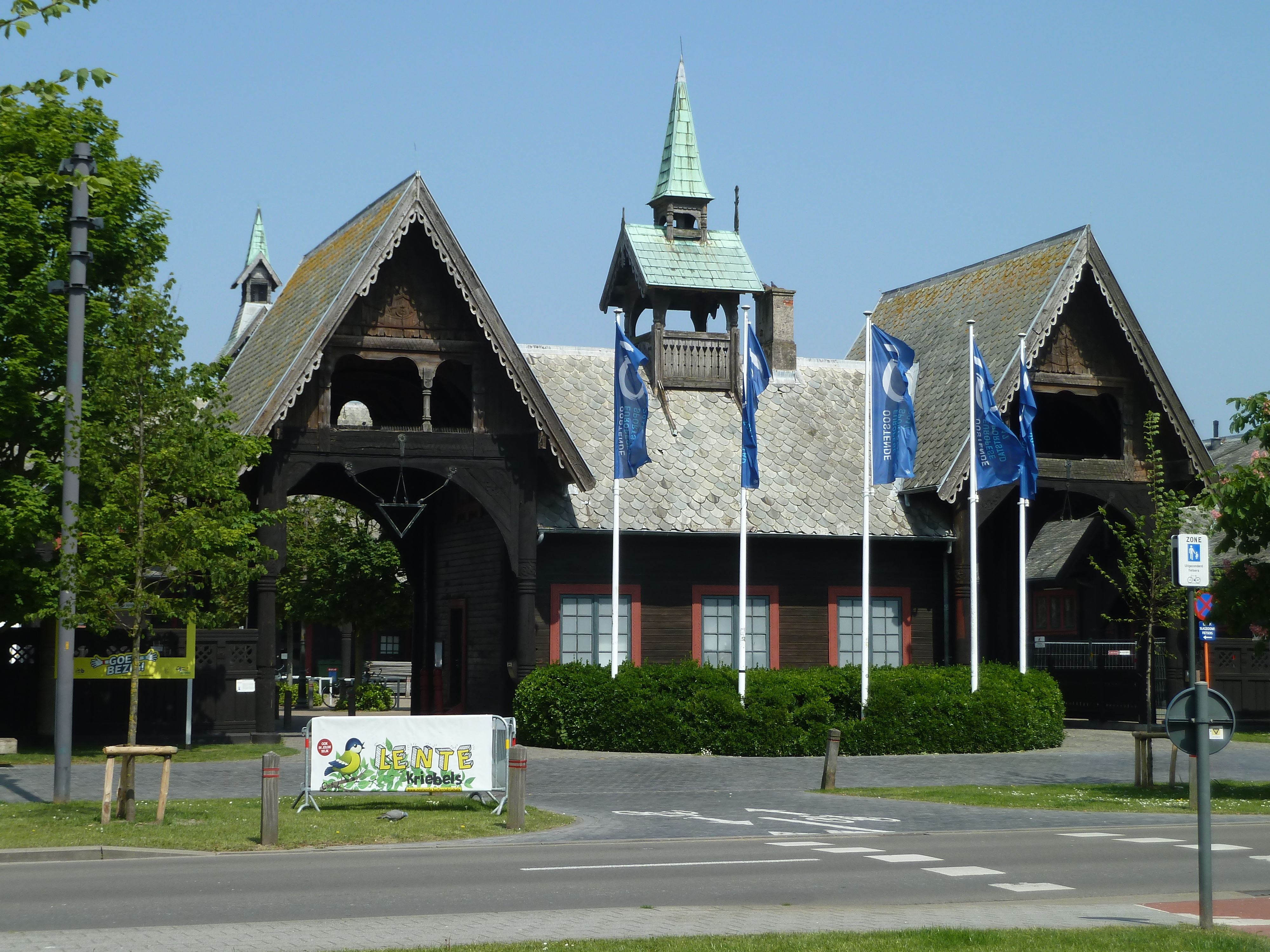
De Koninklijke stallingen in 2018

De Koninklijke stallingen, ook wel Noorse stallingen, zijn een gebouwencomplex in de Belgische badstad Oostende. De gebouwen, ontworpen door Finn Knudsen, werden in 1904 opgetrokken als paardenstal in opdracht van koning Leopold II. Het complex ligt aan de Koninginnelaan, een laan tussen de zeedijk en het Maria Hendrikapark, en doet dienst als sportcentrum. Dit bouwproject werd gefinancierd met de opbrengsten uit rubberplantages in Onafhankelijke Congostaat, toen een soeverein bezit van koning Leopold II.

## Geschiedenis
De Koninklijke stallingen werden gebouwd in opdracht van Leopold II. Reeds in 1877 tekende de Engelse architect W.J. Green plannen voor nieuwe koninklijke stallen. Het project werd echter niet uitgevoerd. In 1902 waren er nieuwe ontwerpen van diverse Franse architecten, enerzijds van Coulomb en Chauvet, anderzijds van Alexandre Marcel, maar ook deze werden niet uitgevoerd.
In 1902 koos Leopold II uiteindelijk voor het ontwerp van de Noor Finn Knudsen. Knudsen had ook het Noors paviljoen voor de wereldtentoonstelling van 1900 in Parijs ontwerpen en het houten chalet op het Koninklijk Domein in Raversijde, dat in de Eerste Wereldoorlog werd afgebroken. In april 1904 werd gestart met de houtbouw van de stallingen. Het volledig houten complex werd voltooid in 1904, maar werd nooit in gebruik genomen als koninklijke stalling.
Tijdens de Eerste Wereldoorlog werd het complex gebruikt als opvangcentrum voor vluchtelingen, maar na de oorlog stond het leeg. In 1927 nam de stad Oostende de Stallingen in huur van de Koninklijke Schenking. De stad startte met veranderingswerken om er een technische school in onder te brengen. In 1959 verlaat de Vak- en Nijverheidschool de stallingen.
Vanaf dan werd het complex gebruikt door diverse verenigingen en de kunstacademie, om uiteindelijk in 1962 het Stedelijk Sportcentrum te worden. Na afbraak van het gedeelte van de stallingen achter het hoofdgebouw, en de bouw van de nieuwe sporthal op dezelfde plaats, werd het complex plechtig ingehuldigd op 17 september 1964.
De Stad Oostende is nog steeds eigenaar van het gebouw, dat nog steeds wordt gebruikt als sportcomplex. Het biedt faciliteiten voor onder meer boksen, turnen, judo, schaken of basket. Het complex werd als monument beschermd in 1981. In 2007 behaalde het gebouw een finaleplaats in het televisieprogramma Monumentenstrijd.
In 2023-2024 werden de boks- en judozaal, en de gevels en daken van de noordvleugel gerenoveerd, als eerste van drie fases.

## Architectuur
Het complex is gebouwd in een U-vorm rond een rechthoekig binnenplein, met nog een poortgebouw aan de straatkant. Achter het oude complex bevindt zich een nieuwbouw. De houten gebouwen met overstekende leien zadeldaken vormen een uniek monument op gebied van houtwerk en architectuur in België. Het geheel werd opgetrokken in de "Dragenstil". Dit is een typisch Scandinavische stijl gekenmerkt door een vermenging van Vikingstijl met art nouveau. Het gebouw heeft gesculpteerde houten zuilen, versierde vensters en deuren, houten poorten onder puntgevel, windveren met het logo van Leopold II erin verwerkt en torens die verwijzen naar de eeuwenoude Noorse houten "stavkirken". De verzorgde houtbewerking vertoont steeds terugkerende knoop- en kepermotieven en Scandinavische slangen- en drakensymbolen.